# Limonit
Limonit (hnědel) je vodnatý oxid železitý (směs oxidů a hydroxidů železa). Má okrovou až rezavě hnědou barvu, vryp stejný, lesk matný až smolný. Vytváří zemité, ledvinovité nebo krápníkovité agregáty. Obsahuje 35–40 % železa. Vzniká zvětráváním železných rud. Je označován za bahenní rudu, jelikož vzniká vylučováním z železitých roztoků působením mikroorganismů. Nachází se třeba ve Švédsku, v Česku ho lze najít v Příbrami nebo Krkonoších.

## Vznik
Limonit není samostatný minerální druh, ale jedná se o jemnozrnnou směs více minerálů, převážně oxidů a hydroxidů železa, konkrétně hlavně goethitu a lepidokrokitu.

## Morfologie
Obvykle zemitý, často s ledvinitým, či krápníčkovitým povrchem. Příležitostně ho můžeme nalézt s kovově lesklými povlaky, tzv. „náběhové barvy“. Krystaly netvoří, jelikož je amorfní.

## Vlastnosti
- Fyzikální vlastnosti: Tvrdost: 4–5,5 (závisí na obsahu vody), hustota: 2,7–4,3 (závisí na obsahu vody), je neštěpný.
- Optické vlastnosti: Barva: Hnědá až černá, lesk: kovový, matný, průhlednost: opaktní, vryp: hnědožlutý
- Chemické vlastnosti: Fe: 35–63 %, obsahuje proměnlivé množství vody, způsobuje rezavé zbarvení hornin obsahujících železo (zvětrávání minerálů železa)

## Výskyt
V přírodě je velmi běžný v nejrůznějších geologických prostředích. Vzniká v povrchových podmínkách přeměnou sulfidů, nejčastěji pyritu, ale i dalších minerálů. Vzniká sedimentárně jako tzv. bahenní ruda srážením hydroxidů železa ve vodním prostředí. Vzniká i zvětráváním křemičitanů s obsahem železa, hlavně Fe-pyroxenů, ve vyvřelinách nebo ve skarnech, nebo také přeměnou sideritu a ankeritu.